# Regionale Eenheid Noord-Nederland
De Regionale Eenheid Noord-Nederland is een van de tien regionale eenheden van de Nationale politie. De Regionale Eenheid Noord-Nederland is in 2012 ontstaan uit een samenvoeging van de voormalige regiokorpsen Friesland, Groningen en Drenthe.
De regionale eenheid Noord-Nederland bestaat uit de drie districten Fryslân (A), Groningen (B) en Drenthe (C). De regionale eenheid kent in totaal 16 basisteams. De hoofdlocatie van de Regionale Eenheid Noord-Nederland is gevestigd in Groningen. Het operationeel centrum (OC) van de eenheid is gevestigd in Drachten.
District Fryslân kent zes basisteams:
- A1 Basisteam Noordwest Fryslân
- A2 Basisteam Noordoost Fryslân
- A3 Basisteam Oost-Fryslân
- A4 Basisteam Zuidoost Fryslân
- A5 Basisteam Sneek
- A6 Basisteam Leeuwarden

District Groningen kent zeven basisteams:
- B1 Zuidhorn
- B2 Delfzijl
- B3 Winschoten / Stadskanaal
- B4 Hoogezand
- B5 Stad Groningen Zuid / Haren
- B6 Stad Groningen Centrum
- B7 Stad Groningen Noord

District Drenthe kent drie basisteams:
- C1 Assen
- C2 Emmen
- C3 Meppel / Hoogeveen

Bestaande regionale politieeenheden:
Noord-Nederland ·
Oost-Nederland ·
Midden-Nederland ·
Noord-Holland ·
Amsterdam ·
Den Haag ·
Rotterdam ·
Zeeland - West-Brabant ·
Oost-Brabant ·
Limburg ·
Eenheid Landelijke Expertise en Operaties ·
Eenheid Landelijke Opsporing en Interventies

Voormalige eenheden:
Landelijke Eenheid
Voormalige regiokorpsen:
Politie Groningen ·
Politie Fryslân ·
Politie Drenthe ·
Politie IJsselland ·
Politie Twente ·
Politie Noord- en Oost-Gelderland ·
Politie Gelderland-Midden ·
Politie Gelderland-Zuid ·
Politie Utrecht ·
Politie Noord-Holland-Noord ·
Politie Zaanstreek-Waterland ·
Politie Kennemerland ·
Politie Amsterdam-Amstelland ·
Politie Gooi en Vechtstreek ·
Politie Haaglanden ·
Politie Hollands Midden ·
Politie Rotterdam-Rijnmond ·
Politie Zuid-Holland-Zuid ·
Politie Zeeland ·
Politie Midden- en West-Brabant ·
Politie Brabant-Noord ·
Politie Brabant-Zuidoost ·
Politie Limburg-Noord ·
Politie Limburg-Zuid ·
Politie Flevoland ·